# Радегунда Французька
Радегунда Французька (1428 — 19 березня 1445) — дочка Карла VII, короля Франції, і його дружини Марії Анжуйської. Наречена Сигізмунда Тірольського.

## Біографія

### Народження
Радегунда народилась у Шиноні, в серпні 1428 року. Для королеви це були складні пологи, спочатку на світ з'явилась Радегунда, а потім її сестра Катерина, вони були близнюками, про це свідчить генеральний скарбник королеви.

### Походження імені
Принцеса, старша дочка короля, названа на честь Святої Радегунди, Ім'я принцесі дав її батько, цей вибір він пояснив рядом як політичних, історичних і релігійних причин, в даному конкретному випадку бажання відвоювати королівство Франція від англійців підкреслювалося стародавнім французьким ім'ям принцеси:
|  | ім'я Радегунди мало кілька значень: символ міста Пуатьє, штаб-квартира другого Парламенту, місце опору Парижу від англійців і Бургундців, символ легітимності, тому, що свята була дружиною Клотера, син Хлодвіга, нарешті, свята, могла привернути милість з небес, яка необхідна для молодого короля. |

 Вона єдина принцеса королівської крові, яка носила це ім'я в родоводі Капетингів.

### Заручини
22 квітня 1430 року її батько уклав шлюбний договір між Радегундою і графом Тірольським Сигізмундом.

## Смерть
Будучи в Турі, в 1445 році, Радегунда захворіла на плеврит, що виник після її повернення з паломництва в Нотр-Дам-де-Парі. Поспішаючи в Пуатьє із Турі для лікування у відомого лікаря, Жака Перше, вона померла 19 березня, у віці 16 років.
Вона похована в соборі Сен-Гатен де Тур.
Її наречений, Сигізмунд, одружився в 1449 році на Елеонорі, дочці короля Шотландії Якова Ι.